# Роландо Тукер
Роландо Самуель Тукер Леон (ісп. Rolando Samuel Tucker León, нар. 31 грудня 1971, Гавана, Куба) — кубинський фехтувальник на рапірах, бронзовий призер Олімпійських ігор 1996 року, триразовий чемпіон світу.

## Виступи на Олімпіадах
| Олімпіада    | Дисципліна           | Місце |
| ------------ | -------------------- | ----- |
| Атланта 1996 | індивідуальна рапіра | 5     |
| Атланта 1996 | командна рапіра      | 3     |
| Сідней 2000  | індивідуальна рапіра | 14    |
| Сідней 2000  | командна рапіра      | 7     |